# Enrico Calandra
Enrico Calandra (Caltanissetta, 10 luglio 1877 – Roma, 5 marzo 1946) è stato un critico e storico dell'arte e dell'architettura.

## Biografia
Figlio dell'ingegnere Francesco Calandra (1837) e di Marchica Rosaria Bonsignora, allievo di Ernesto Basile e di Giuseppe Damiani Almeyda. Si laureò in architettura a Palermo. Dal 1915 al 1930 fu docente presso l'Università di Messina, dal 1930 a Roma dove insegna, primo professore in Italia, Caratteri degli edifici (poi distributivi) presso la Facoltà di Architettura, di cui fu anche preside.
È riconosciuto come un'influente personalità nel campo della critica e dell'insegnamento, focalizzato su un assunto sociale dell'arte. Uno dei temi centrali della sua opera fu rivolta all'architettura medievale nell'Italia meridionale, specialmente della Sicilia e della Calabria.

## Pubblicazioni
Tra la sua variegata produzione scritta i suoi testi più noti sono:
- Breve storia della architettura in Sicilia (Bari 1938);
- La Basilica della Magione in Palermo;
- Chiese siciliane del periodo normanno.